# سفارة جورجيا في الولايات المتحدة
سفارة جورجيا في الولايات المتحدة هي أرفع تمثيل دبلوماسي لدولة جورجيا لدى الولايات المتحدة. تقع السفارة في واشنطن العاصمة وهي تهدف لتعزيز المصالح الجورجية في الولايات المتحدة.

## وصلات خارجية
- قائمة سفارات جورجيا
- قائمة السفارات في الولايات المتحدة